# Cyanaeorchis
Cyanaeorchis é um género botânico pertencente à família das orquídeas (Orchidaceae). Foi proposto por João Barbosa Rodrigues, publicado em Genera et Species Orchidearum Novarum 1: 112, em 1877. É tipificado pela Cyanaeorchis arundinae (Rchb.f.) Barb.Rodr., originalmente descrita como Eulophia arundinae Rchb.f., em 1849. O nome do gênero vem do grego, cyaneus, azul e orchis, permanecendo vaga a razão pelo qual foi atribuído a estas plantas.
O gênero abriga apenas uma ou duas espécies terrestres, nativas dos campos encharcados do sudeste e sul do Brasil. São morfologicamente parecidas, uma mistura de algumas das características das Galeandra terrestres, com Chloraea e Eulophia.
Cyanaeorchis caracteriza-se por apresentar raízes faciculadas, roliças, algo carnosas, folhas muito pequenas, espessas, estreitas, acanoadas e curtas, cujas bases revestem inteiramente os caules e distribuem-se também esparsamente ao longo da haste floral.  A inflorescência é terminal, racemosa, comportando poucas flores alvacentas.
As flores que variam entre três e quatro centímetros de diâmetro, possuem pétalas iguais à sépala dorsal, porém menores; espesso labelo trilobado, papiloso, com dois calos longitudinais, colado ao pé da coluna, de lobos laterais eretos frouxamente envolvendo a coluna; esta é alongada, sem asas, prolongada em pé curto; a antera é terminal, uniloculada e apresenta quatro polínias.
Conforme observou Hoehne, a segunda espécie descrita para este gênero, Cyanaeorchis minor Schltr., provavelmente é apenas um sinônimo da anterior, pois sua descrição apenas salienta diferenças de tamanho, em tudo menor. Possivelmente plantas da mesma espécie que se desenvolveram em terrenos menos adequados.

## Espécies
1. Cyanaeorchis arundinae (Rchb.f.) Barb.Rodr., Gen. Spec. Orchid. 1: 113 (1877).
2. Cyanaeorchis minor Schltr., Repert. Spec. Nov. Regni Veg. 16: 332 (1920).